# Adesmia hispidula
Adesmia hispidula es una especie de planta floral del género Adesmia, tribu Dalbergieae, subfamilia, Faboideae.

## Distribución
Especie nativa de Perú. Crece en el bosque subtropical.

## Taxonomía
Fue descrita por (Lag.) DC. y publicada en Ann. Sci. Nat. (Paris) 4: 95 (1825).
Etimología
Adesmia: del griego a- (sin) y desme (envoltorio), en referencia a los estambres libres.
hispidula: epíteto que significa finamente erizada.
Sinónimos homotípicos
- Adesmia muricata var. hispidula (Lag.) J.F.Macbr. in Publ. Field Mus. Nat. Hist., Bot. Ser. 13(3): 406 (1943).[1]
- Aeschynomene hispidula Lag. in Gen. Sp. Pl.: 22 (1816).[1]
- Hedysarum hispidulum (Lag.) Spreng. in Syst. Veg., ed. 16. 3: 318 (1826).[1]
- Patagonium hispidulum (Lag.) Kuntze in Revis. Gen. Pl. 1: 200 (1891).[1]

Sinónimos heterotípicos
- Adesmia hispidula var. plumosa A.Gray in U.S. Expl. Exped., Phan. 1: 426 (1854).[1]
- Hedysarum uniflorum Dombey ex DC. in Prodr. 2: 319 (1825), not validly publ.[1]